# MotoGP indonéz nagydíj

Mandalika International Street Circuit

Sentul International Circuit

A MotoGP indonéz nagydíja a MotoGP egy versenye, melyet háromszor, 1996-ban, 1997-ben és 2022-ben rendeztek meg.
2019 februárjában bejelentették, hogy az indonéz verseny 2021-ben visszatér. A versenyt a Mandalika International Street Circuit versenypályán fogják tartani. A versenyeket végül áttolták 2022-re a koronavírus-járvány miatt.

## Hivatalos nevek és szponzorok
- 1996–1997: Marlboro Indonesian Grand Prix
- 2022: Pertamina Grand Prix of Indonesia[4]

## Győztesek
| Év   | Helyszín  | Moto3                      | Moto2                   | MotoGP                     | Összefoglaló |
| ---- | --------- | -------------------------- | ----------------------- | -------------------------- | ------------ |
| 2024 | Mandalika | David Alonso (CFMoto)      | Arón Canet (Kalex)      | Jorge Martín (Ducati)      | Összefoglaló |
| 2023 | Mandalika | Diogo Moreira (KTM)        | Pedro Acosta (Kalex)    | Francesco Bagnaia (Ducati) | Összefoglaló |
| 2022 | Mandalika | Dennis Foggia (Honda)      | Somkiat Chantra (Kalex) | Miguel Oliveira (KTM)      | Összefoglaló |
| Év   | Helyszín  | 125 cc                     | 250 cc                  | 500 cc                     | Összefoglaló |
| 1997 | Sentul    | Valentino Rossi (Aprilia)  | Max Biaggi (Honda)      | Okada Tadajuki (Honda)     | Összefoglaló |
| 1996 | Sentul    | Tokudome Maszaki (Aprilia) | Harada Tecuja (Yamaha)  | Mick Doohan (Honda)        | Összefoglaló |